# بحيرة فوسين
بحيرة فوسيني ( الإيطالية: Lago Fucino أو Lago di تشلانو ) كانت بحيرة كارستية كبيرة داخل الأرض بين 650 و 680 م (2,130 و 2,230 قدم)تقع مدينة أفيتسانو في غرب أبروتسو بوسط إيطاليا، وتبلغ فوق مستوى سطح البحر ، وتحيط بها سلسلتا جبال مونتي سيرينتي ومونتي فيلينو من الشمال الشرقي، وجبل سالفيانو من الغرب، وفاليلونجا من الجنوب، ووادي جيوفينكو من الشرق والجنوب الشرقي. تقع مدينة أفيتسانو في غرب أبروتسو بوسط إيطاليا، إلى الشمال الغربي، وأورتوتشيو إلى الجنوب الشرقي، وتراساكو إلى الجنوب الغربي من البحيرة التاريخية. كانت في السابق ثالث أكبر بحيرة في إيطاليا بعد بحيرة غاردا وبحيرة ماجيوري، وقد جُففت أخيرًا عام 1878م. 

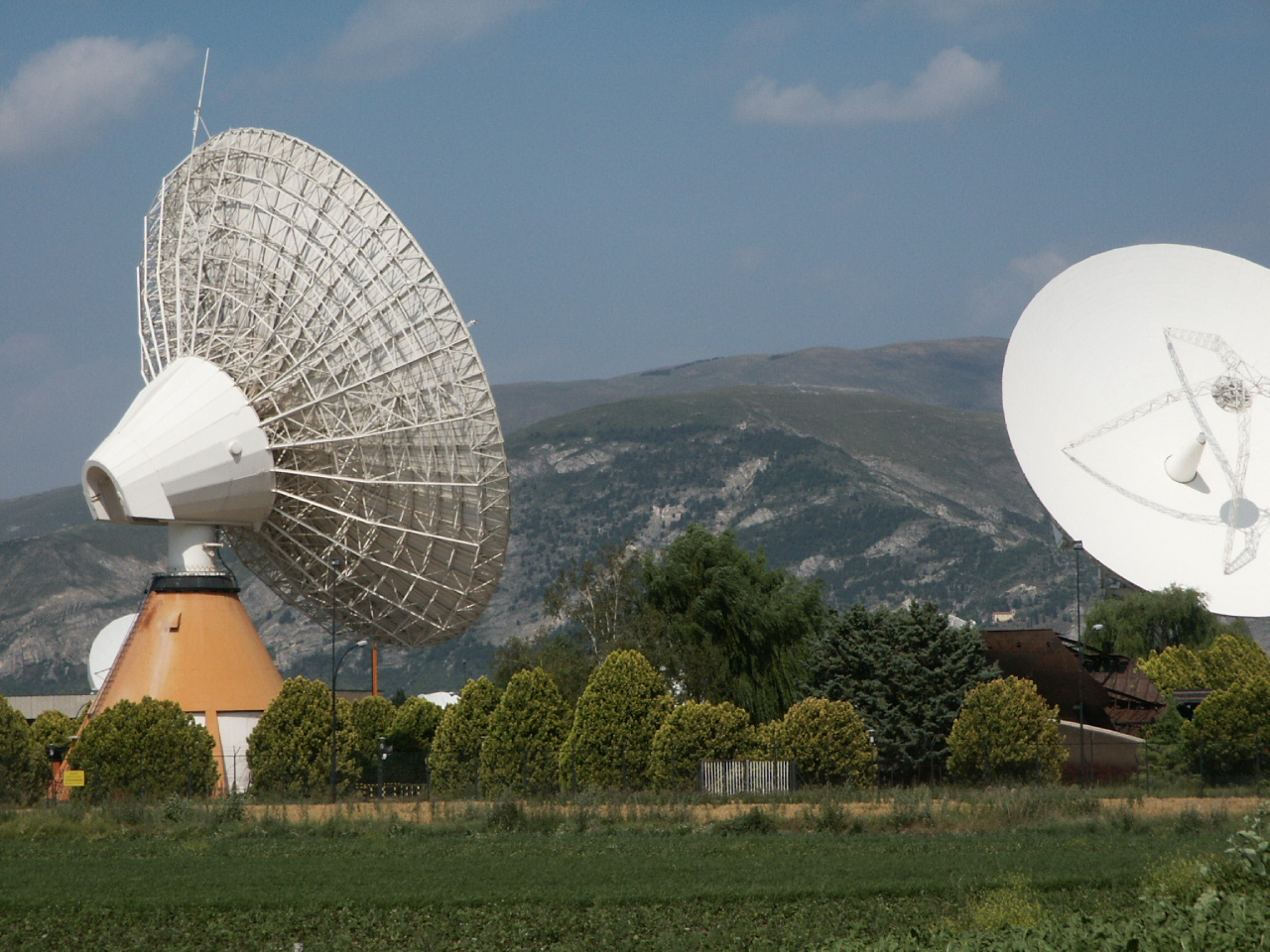
أطباق الأقمار الصناعية لمركز فوسينو الفضائي.

السهل عبارة عن منخفض جغرافي من أصل تكتوني تشكل أثناء نشأة جبال الأبينيني بين العصر البليوسيني والرباعي. 
نفّذ جان فرانسوا مايور دي مونتريشر عملية تجفيف حوض فوسينو بالكامل في النصف الثاني من القرن التاسع عشر، حيث وسّع الأعمال الهيدروليكية التي تعود إلى العصر الروماني بزيادة عدد الآبار وتوسيع الفتحات والقنوات الجوفية. وقد أدت هذه الأعمال، وغيرها، إلى تجفيف بحيرة فوسينو بحلول عام ١٨٧٨م.
أدى تجفيفها إلى تحسن الظروف الاجتماعية والاقتصادية، وأصبحت السهل الناتج من أكثر مناطق زراعة الخضراوات خصوبة في إيطاليا. تشمل المنتجات التي حصلت على علامات الحماية الجغرافية الأوروبية بطاطس فوسينو  وجزر هضبة فوسينو.
على طول ساحل فوسينو السابق، بالإضافة إلى أفيزانو (وهي أكبر مدينة)، توجد بلديات أخرى مكتظة بالسكان بما في ذلك سيلانو وبيسينا.
بالإضافة إلى الزراعة، يستضيف السهل أيضًا مركز فوسينو الفضائي. بدأ بناء هذا المركز عام ١٩٦٣م على يد شركة «تيليسبازيو»، ويُستخدم لإدارة الأقمار الصناعية في مداراتها لأغراض الاتصالات الأرضية. وهو جزء من نظام چاليليو للملاحة بالأقمار الصناعية.

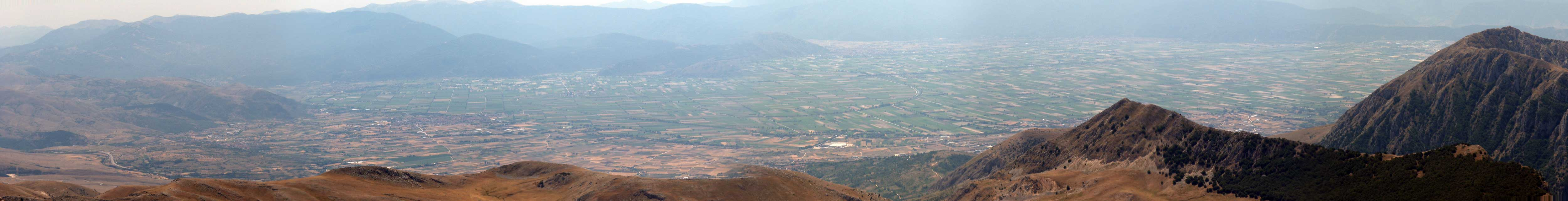
سهل فوتشينو ومونتي سيرينتي.